# Botond von Gaal

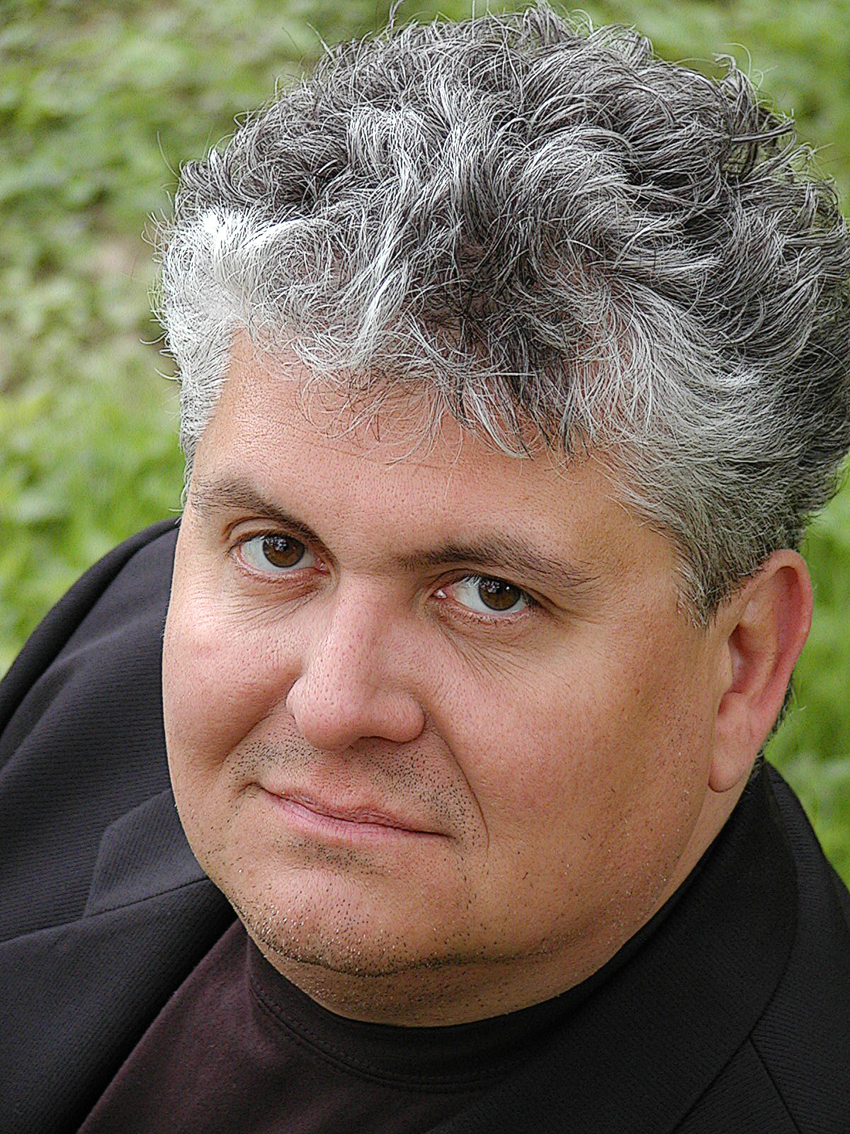
Botond von Gaal (2007)

Botond von Gaal (* 23. Dezember 1961 in Budapest, Ungarn) ist ein deutscher Schauspieler, Regisseur und Synchronsprecher. 

## Leben
Der in Ungarn geborene Botond von Gaal wuchs in Deutschland als Sohn des Opernsängers Gabor von Gaal auf. Seine Eltern erzogen ihn zweisprachig: er spricht Deutsch und Ungarisch. Durch den Beruf seines Vaters lernte er schon als Kind die Welt des Theaters kennen. Seine Wortgewandtheit und akzentuierte Aussprache ermöglichten ihm schon in jungen Jahren Engagements als Schauspieler.
Auf Wunsch seines Vaters absolvierte Botond von Gaal ein Studium der Rechtswissenschaften. Während seines Jurastudiums nahm er aber weiterhin privaten Schauspielunterricht.
Nach seinem Abschluss als Volljurist engagierte ihn die Landesbühne Hannover als Schauspieler. Durch seine Arbeit als Regieassistent und Abendspielleiter erlernte er dort das Inszenieren. Es folgten ein Gaststipendium an der Akademie Schloss Solitude Stuttgart sowie weitere Studienaufenthalte, u. a. in Wien, Budapest und Los Angeles. 
Zu seinen weiteren Tätigkeiten gehören die als Moderator und Sprecher, u. a. beim NDR und in Hörspielproduktionen. Er ist sowohl Bühnen- als auch Film- und Fernsehschauspieler. Darüber hinaus arbeitet er als Dialogbuchautor und -regisseur und ist, ehrenamtlich, künstlerischer Direktor des neu gegründeten jüdischen Theater Massel in Hannover. Für aktuelle und klassische Filmproduktionen wird er als Synchronsprecher engagiert. Botond von Gaal ist im In- und Ausland tätig.

## Filmografie
- 2007: Zoe Film, Expresso, B. Uzunyayla
- 2006: Schulz Picture Productions, Zapfenstreich, B. Grell
- 2004–06: Filmhochschule Hannover, div., Sayim u. a.
- 2003: RTL Deutschland, Trautes Heim, T.L. Pröve
- 2002: Pro7, Operation Family, T.L. Pröve
- 2001: RTL Deutschland, Alarm für Cobra 11, R.W. Helmrich
- 1999: CPI  LA. Hollywood, The Pearl, J. Curtis
- 1992: SAT.1, Verbrechen im Fadenkreuz, R. Walther

## Theater
- 2018-9 Komödie am Altstadtmarkt, Braunschweig, „Die Wahrheit über Dinner for One“  Jan-Ferdinand Haas
- 2018 Neues Theater Hannover "Golden Girls" Oliver Geilhardt
- 2017 Komödie am Altstadtmarkt, Braunschweig, „Der Kleingarten-König“ A. Werth
- 2017 Freilichtbühne Waren, Müritz, „Die Maske kehrt zurück“ N. Düwell
- 2015 Komödie am Altstadtmarkt, Braunschweig, „Sherlock Holmes jagt Jack the Ripper“,  J. Bodinus
- 2013 Komödie am Altstadtmarkt, Braunschweig, „Ein Mann mehr ist noch zu wenig“, Florian Battermann
- 2012 Komödie am Altstadtmarkt, Braunschweig, "Meister Eder und sein Pumuckl"
- 2012 Neues Theater, Hannover, „Die Mausefalle“, Jan Bodinus
- 2005 Salzachfestspiele, Laufen/Salzburg, „Hexenjagd“, B. Jahn
- 2005 Salzachfestspiele, Laufen/Salzburg, „Jedermann“, B. Jahn
- 2004 Burgfestspiele Tittmoning, „Hexenjagd“, B. Jahn
- 2001/02 Burgfestspiele Nideggen, „Die Burg“, N. Stockheim
- 2000 Komödie auf Achse, „Drei plus Eins gleich Halleluja“, Florian Battermann
- 1998 Bernhard-Theater, Zürich, „Der keusche Lebemann“, U. Manz
- 1997 Hermes Theater Gastspiele, „Keine Leiche ohne Lilly“, E. Fuschl
- 1997 Hermes Theater Gastspiele, „Verlorene Liebesmüh“, J. Burkhorst
- 1997 Domfestspiele Bad Gandersheim, „Der Revisor“, W. Schön
- 1994–1998 Scala Theater, Basel, „Frau Holle“, C. Piontek
- 1989–1993 Landesbühne Hannover, Festengagement, R. Rüdiger

## Inszenierungen
- 2006 Revuetheater Marlene, Hannover, One Night of Musical, Webber, Ulvaeus u. a.
- 2005 Massel (Jüdisches Theater in Hannover), Empfänger Unbekannt, Taylor
- 2004 Berliner Philharmonie, Das Zauberbuch (Konzert für einen Sprecher und großes Orchester), Laufs
- 2002 Theater Pisberg, Osnabrück, Vernissage Perdu, S. Graf, I. Stüber
- 2002 Jüdische Gemeinde Hannover, Lustig, Bitter, Süss (Revue), Stolz, Trebitsch u. a.
- 2000 Per i Tempi, Die Geschichte vom Soldaten, Ramuz/Strawinsky
- 2000 Wilde Reiter, Rotkäppchen (Rockmusical), Rottmann
- 1998 Tojás Szinház Budapest, Dracula (Musical), Vértes, Liptey
- 1994 Celler Schloss, Wie isst ein Deutscher in Österreich eine Ungarische Salami (Schwank), Gundel

## Synchronrollen (Auswahl)
- 1966: Für Shen Lao in Das Schwert der gelben Tigerin als Nr. 5 (synchronisiert 2006)
- 1970: Für Lu Wei in Der Kampf um die Todessiegel als Hu Chuan (synchronisiert 2007)
- 1970: Für verschiedene Schauspieler in Kuan - Der unerbittliche Rächer (synchronisiert 2005)
- 1981: Für Yang Chih-Ching in Todesduell im Kaiserpalast als Zhu Pan San (synchronisiert 2005)
- 1982: Caligula II - Die wahre Geschichte als Tertius Arius (synchronisiert 2004)
- 1984: Für verschiedene Schauspieler in Im Geheimdienst des gelben Drachen (synchronisiert 2005)
- 1986: Für Bill Johnson in Texas Chainsaw Massacre 2 (2. Synchronfassung, synchronisiert 2004)
- 2011: Für Grant Show in Born to Race als Jimmy Kendall (1. Synchronfassung)
- 2012: Für Rajesh Shringarpore in Code Name: Geronimo als Waseem
- 2012: Für Marc Charlet in Tango Libre als Marco

| Personendaten    | Personendaten                                          |
| ---------------- | ------------------------------------------------------ |
| NAME             | Gaal, Botond von                                       |
| KURZBESCHREIBUNG | deutscher Schauspieler, Regisseur und Synchronsprecher |
| GEBURTSDATUM     | 23. Dezember 1961                                      |
| GEBURTSORT       | Budapest, Ungarn                                       |